# Falanga

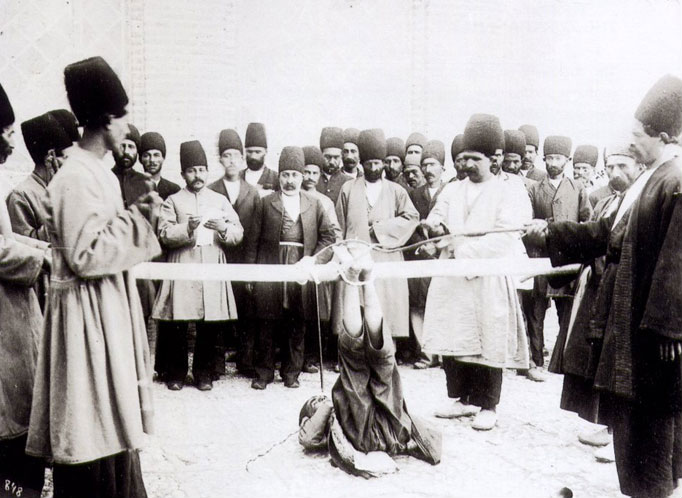
Castigo de un criminal en Irán mediante la falka a principios del siglo XX

La falanga o falka es un método de tortura y una pena corporal que consiste en golpear las plantas de los pies con varas. En la segunda mitad del siglo XX fue uno de los métodos de tortura más usados por el régimen de los coroneles de Grecia.

## Descripción y consecuencias
El castigo incesante de las plantas de los pies ha sido descrito clínicamente por el doctor Nicholas Gage, citado por Edward Peters, del siguiente modo:

Cada golpe de la vara no sólo se siente en la planta de los pies, dolorosamente doblados hacia arriba cuando el palo aplasta los delicados nervios situados entre el talón y las eminencias metatarsianas de los pies; el dolor sube vertiginosamente por los músculos extendidos de la pierna y estalla en la parte de atrás del cráneo. Todo el cuerpo sufre atrozmente y la víctima se retuerce como un gusano.

De esta forma "la víctima siente inmediatamente dolor e hinchazón, y esta última se extiende hacia arriba, hasta más allá del tobillo. Se reduce el funcionamiento de los tobillos, los pies y los dedos de los pies. En la mitad de los casos posteriormente examinados por expertos, las secuelas crónicas de la falanga subsisten de dos a siete años después de la aplicación de la tortura". En un informe clínico sobre las secuelas somáticas de esta tortura, publicado por Amnistía Internacional en 1982, se afirma que puede producir un síndrome de compartimento cerrado: "edemas y sangría en compartimientos que albergan vasos y nervios que pasan de la suela al pie, en este caso indicados por plantas de los pies tirantes, huesos tarsianos fijos, andar defectuoso, imposibilidad para usar todo el pie, manifestada con un síndrome de la pantorrilla (la parte de la pierna entre el muslo y el tobillo)".